# 迴路性能
迴路性能（Loop performance）是控制工程用語，是指控制迴路 （例如PID控制器）的性能。性能是指系統可以讓受控體的程序變數追隨理想的訊號，追隨是用最有效的最佳化進行，而且沒有延遲及是過沖。

## 重要性
監控控制迴路在自動化生產，在精煉、造紙、化工、發電等產業都相當重要。監控控制迴路用來控制制程中的特定參數，受控參數可以是溫度、壓力、流量或是液面高度等。例如在生產汽油時，就會有溫度控制器來控制鍋爐溫度。

## 軟體
有許多軟體可以量測並分析工業設備中控制迴路的性能。對迴路性能的基準測試，並確認改善可能性，是提昇工廠穩定性、提昇生產量和讓設備安全運行的關鍵因素。